# ۱۶۳۶ (میلادی)
۱۶۳۶ (میلادی) هزار وششصد و سی و ششمین سال تقویم میلادی است.

## مناسبت‌ها
- تأسیس نخستین چاپخانه خاورمیانه در کلیسای وانک اصفهان با کوشش و ابتکار پیشوای ارمنیان ایران، خاچاطور کساراتسی

## رویدادها
- تأسیس دانشگاه هاروارد در ایلات ماساچوست آمریکا.
- در این  سال امپراتور هان تای جی نام کشور چین را از هو جین به چینگ تغییر داد.

### جنگ
- اولین جنگ مستعمرین قاره آمریکا با بومیان با حمله استعمارگران به منطقه پیکیوت.

## زادگان
- جون هاروارد در روز ۱۸ ژوییه این سال در محله کمبریج در شهر کمبریج در شهر بوستون متولد شد.
- ۷ آوریل – گرگوریو دماتوس، وکیل و شاعر برزیلی (د. ۱۶۹۶)
- ۲۹ ژوئن – توماس هاید، کتابدار بریتانیایی (د. ۱۷۰۳)
- ۱ نوامبر – نیکولا بوالو، شاعر و نویسنده فرانسوی (د. ۱۷۱۱)